# Георгіаді Ксенія Анестівна
Ксенія Анестівна Георгіаді (грец. Ξένια Γεωργιάδη, н. 1 червня 1949, Гудаута, Абхазька АРСР) — радянська та російська естрадна співачка грецького походження, неодноразовий лауреат телевізійного фестивалю «Пісня року», Заслужена артистка Росії (2006), в червні 2013 нагороджена Орденом Дружби.

## Освіта
- 1969 — Всеросійська творча майстерня естрадного мистецтва
- 1976 — Друге музичне обласне училище[6]

## Біографія
Народилася 1 червня 1949 в селі Куланурхва (нині курортне місто Гудаута) в Абхазії (в той час Абхазька АРСР Грузинської РСР).
Початок кар'єри було покладено ще в дитинстві, коли мама найняла вчителя, який розвивав наявний талант майбутньої зірки.
У 1957 році пішла в перший клас у середню школу ім. Ворошілова в м. Кентау.
З 1959 по 1967 роки разом зі своєю родиною жила в Гантіаді.
Приїхавши в Москву, 1968 року поступила у Всеросійську творчу майстерню естрадного мистецтва (клас Георгія Виноградова). Незабаром після закінчення навчального закладу (1969) вона стала переможницею (лауреатом та володаркою призу глядацьких симпатій) телевізійного конкурсу «З піснею по життю».
У 1969 році була направлена працювати на практику в «Омську обласну філармонію» в номері «Омичі на естраді».
Пізніше вступила у «Друге музичне обласне училище», яке закінчила в 1976 році.
У 1969 році вийшла заміж за піаніста Павла Дмитровича Павлова який працював концертмейстером у «Всеросійській творчій майстерні естрадного мистецтва», де вони і познайомилися.
У 1971 році народила сина, В'ячеслава, який частково пішов по стопах батьків закінчивши музичну школу, надалі надійшов у юридичну академію яку успішно закінчив .
В 1976–1980 роках працювала в «Московській міській філармонії» в колективі «Фантазія». В 1971–1976 роках працювала спільно з Полад Бюль-Бюль Огли. В 1981 працювала в Росконцерті в колективі «Вірні друзі». Працювала так само з відомим концертним діячем, режисером — Едуардом Смольним в його ансамблі «Молодість», де вперше заспівала разом з Галиною Ненашевою (творчі долі цих жінок перетнуться надовго; зокрема вони виступатимуть у зведеному концерті «Легенди СРСР» в ЦКіГЗ Северодвінська кілька десятиліть потому, в 2010 році).
Захистила сольний концерт, пізніше була керівником колективу «Календар», музичним керівником якого став чоловік Павло Дмитрович.
Ксенія Георгіаді об'їздила з концертами весь Радянський Союз, виступала в багатьох країнах світу. Найвідоміші такі виконувані нею пісні, як «Шукаю тебе», «Уроки музики», «Добра столиця», «Очікування», «Наша любов», «Я тебе не пробачу», «Радіти життю», «Ай-ай-ай» та ін.
У 1992 році гастролювала в м. Тбілісі. На концерті серед інших пісень виконала пісню англійською мовою з репертуару Тіни Тьорнер. Познайомилася з власником престижного ресторану «Ембаті» із м. Афін, якому сподобалася пісня. Він запросив співачку працювати у вар'єте, в якому брали участь зірки Греції.
З 1992 по 1998 рік Ксенія жила і працювала в Греції (в м. Афіни). Виступала з англійським балетом, живим оркестром, подивитися на неї, на «Червону Тіну Тернер» (так її в Греції прозвали) приходили самі знамениті грецькі артисти.
Після Греції повертається на російську естраду.
У 2010–2011 роках співачка гастролювала містами Росії разом з Сергієм Бєліковим, Галиною Ненашевою, ансамблем «Пісняри», Аркадієм Хораловим, беручи участь у концертній програмі «Легенди СРСР».
Нині продовжує свою концертну діяльність у Москві, співпрацює з композитором та поетесою Оленою Суржиковою, у якої придбала кілька нових пісень. Ксенія Анестівна приступила до роботи над новим альбомом, до якого увійдуть пісні Суржикової «Мій край», «Втеча» і «Ти тут…», а також грецькі пісні, російські тексти до яких написала сама Георгіаді.

## Сім'я
- Батько Анастас Спиридонович Георгіаді  у 9 років він почав працювати помічником чабана, через деякий час став чабаном . У вже більш дорослому віці став працювати шахтарем в м. Кентау, пізніше працював на щебеневому (щебзавод) заводі.
- Мати Валентина Миколаївна Мурузіді закінчила середню школу. після закінчення вийшла заміж, була домогосподаркою, пізніше ознайомилася з азами кухарського мистецтва, разом з чоловіком відкрила магазин оптики в м. Гантіаді.
- Брат Георгіаді Микола Анастасович жив у м. Гантіаді, переселився до Греції, в даний час живе в м. Афіни.
- Сестра Георгіаді Віолетта Анастасівна живе в Москві з 1975 р. Після закінчення школи вийшла заміж.

## Дискографія
1. 1981 — Співає Ксенія Георгіаді (вініл)
2. 1984 — Ксенія Георгіаді (вініл)
3. 2001 — Так, я жива (CD)
4. 2011 — Ні холодно, ні жарко (CD)[16]

## Вибрані пісні
- «Ай-яй-яй» (музика та слова Юрія Мартинова)
- «Білий бузок» (музика Євгенія Мартинова, слова Анатолія Поперечного)
- «До чого шумить трава» (музика Бориса Ємельянова, слова Леоніда Завальнюка)
- «Шукаю тебе» (музика Олександра Зацепіна, слова Леоніда Дербеньова)
- «Колесо долі» (музика Олександра Зацепіна, слова Леоніда Дербеньова)
- «Взнай мене» (музика Олександра Зацепіна, слова Леоніда Дербеньова)
- «Ти тут…» (музика та слова Олени Суржикової)
- «Втеча» (музика та слова Олени Суржикової)
- «Мій край» (музика та слова Олени Суржикової)
- «Каблучка» (музика Лори Квінт, слова Бориса Дубровіна)
- «За удачею поспішаємо» (музика Олександра Зацепіна, слова Ігоря Шаферана)
- «І раз, і два, і три, і п'ять» (музика В'ячеслава Добриніна, слова Михайла Шаброва)
- «Уроки музики» (музика Вадима Ільїна, слова Юрія Рибчинського)
- «Добра столиця» (музика Павла Аєдоницького, слова Ізяслава Вакса (Романовського))
- «Очікування» (музика Юрія Саульського, слова Леоніда Завальнюка)
- «Наша любов» (музика Павла Аедоніцкого, слова Андрія Дементьєва)
- «Я тебе не пробачу» (музика В'ячеслава Добриніна, слова Ігоря Кохановського)
- «Я чекаю» (музика Романа Майорова, слова Віктора Гіна)
- «Радіти життю» (музика Павла Аєдоницького, слова Ігоря Кохановського)[17][18]

## Фільмографія

### Вокал
1. 1979 — Сонце в авоську — Пісня зоряної Діви
2. 1980 — Сьома п'ятниця — Пісні Едуарда Богушевського на вірші Михайла Таніча («Хочу бути коханою», «Карлсон»)
3. 1982 — Спортлото-82 — Пісня Олександра Зацепіна «Тільки любов»

### Ролі в кіно
1. 2004 — На Верхній Масловці —епізод

## Нагороди
- 2006 — заслужена артистка Російської Федерації[3];
- 2013 — орден Дружби[5].